# Островное (Вологодская область)
Островное — упразднённая деревня в Верховажском районе Вологодской области России.

## География
Урочище находится в северной части области, в подзоне средней тайги, в пределах южной части Важско-Кулойской низины, на левом берегу реки Ковды, на расстоянии примерно 24 километров (по прямой) к юго-юго-западу от села Верховажье, административного центра района.

### Климат
Климат характеризуется как умеренно континентальный. Среднегодовая температура воздуха — +1,8 °C. Абсолютный минимум температуры воздуха составляет −46 °C; абсолютный максимум — +37 °C. Безморозный период длится 110—115 дней. Среднегодовое количество атмосферных осадков составляет 637 мм. В течение года преобладают ветра юго-западного направления.

## История
В 1940 году входила в состав Заболотского сельсовета Верховажского района. По состоянию на 1 января 1973 года в составе Чушевицкого сельсовета.
Исключена из учётных данных в 2001 году.